# Rhipidia (Eurhipidia) simplicis
Rhipidia (Eurhipidia) simplicis is een tweevleugelige uit de familie steltmuggen (Limoniidae). De soort komt voor in het Oriëntaals gebied.